# Cate Campbell
Cate Natalie Campbell (ur. 20 maja 1992 w Blantyre, Malawi) – australijska pływaczka specjalizująca się w stylu dowolnym i motylkowym, wielokrotna medalistka igrzysk olimpijskich i mistrzostw świata, rekordzistka świata na dystansie 100 m stylem dowolnym (basen 25 m) i w sztafecie 4 × 100 m stylem dowolnym (basen 50 m).

## Kariera pływacka

### 2008 – 2012
Na igrzyskach olimpijskich w Pekinie zdobyła dwa brązowe medale. Rok później podczas mistrzostw świata w Rzymie w 2009 roku zdobyła brązowy medal na 50 m kraulem powtarzając osiągnięcie indywidualne z igrzysk.
Na Letnich Igrzyskach Olimpijskich 2012 w Londynie zdobyła złoty medal w sztafecie 4 × 100 m stylem dowolnym, razem z Alicią Coutts, Brittany Elmslie oraz Melanie Schlanger.

### 2013
Podczas mistrzostw świata w Barcelonie w 2013 roku zdobyła złoty medal na dystansie 100 m stylem dowolnym, w finale osiągając czas 52,34. W konkurencji 50 m kraulem była druga z czasem 24,14. Brała także udział w sztafetach 4 x 100 m stylem dowolnym i 4 × 100 m stylem zmiennym, w obu zdobywając srebrny medal.

### 2015
Na mistrzostwach świata w Kazaniu w sztafecie 4 × 100 m stylem dowolnym zdobyła złoto. Na dystansie 100 m stylem dowolnym z czasem 52,82 wywalczyła brązowy medal. W konkurencji 50 m kraulem była czwarta z czasem 24,36.
28 listopada 2015 roku na dystansie 100 m stylem dowolnym podczas mistrzostw Australii na krótkim basenie pobiła rekord świata swojej rodaczki Lisbeth Trickett z czasem 50,91.

### 2016
W kwietniu podczas mistrzostw Australii w Adelaide na 50 m kraulem uzyskała najlepszy czas w stroju tekstylnym i jednocześnie drugi wynik w historii tej konkurencji (23,84).
2 lipca 2016 r. poprawiła o 0,01 s rekord świata na dystansie dwukrotnie dłuższym na basenie 50-metrowym, uzyskując czas 52,06. Poprzedni rekord był ustanowiony w zakazanym od 2010 roku stroju poliuretanowym.
Podczas igrzysk olimpijskich w Rio de Janeiro wraz z Emmą McKeon, Brittany Elmslie i swoją siostrą Bronte zdobyła złoty medal w sztafecie 4 × 100 m stylem dowolnym. Australijki w eliminacjach ustanowiły nowy rekord olimpijski, a w finale rekord świata (3:30,65 min). W sztafecie 4 × 100 m stylem zmiennym wywalczyła także srebrny medal. Na dystansie 50 m stylem dowolnym była piąta z czasem 24,15. W konkurencji 100 m kraulem w eliminacjach (52,78 s) i półfinale (52,71 s) ustanawiała nowy rekord olimpijski. W finale jednak uzyskała czas 53,24 s i uplasowała się ostatecznie na szóstym miejscu. Jej rekord olimpijski z półfinału został pobity przez zwyciężczynie tego wyścigu Simone Manuel i Penny Oleksiak, które poprawiły go o 0,01 s.

### 2017
26 października podczas mistrzostw Australii na krótkim basenie w Adelaide czasem 50,25 ustanowiła nowy rekord świata w konkurencji 100 m stylem dowolnym, poprawiając poprzedni rekord o 0,33 s.

### 2018
28 lutego na mistrzostwach Australii w Gold Coast czasem 25,47 s pobiła rekord Oceanii na dystansie 50 m stylem motylkowym. Na 50 m stylem dowolnym poprawiła własny rekord kontynentu, uzyskawszy czas 23,79 s.
Podczas igrzysk Wspólnoty Narodów w Gold Coast pierwszego dnia zawodów wraz z Shayną Jack, Bronte Campbell i Emmą McKeon ustanowiła rekord świata w sztafecie 4 × 100 m stylem dowolnym (3:30,05 min). Na swojej zmianie uzyskała najszybszy międzyczas w historii – 51,00 s. Dwa dni później zwyciężyła w konkurencji 50 m stylem dowolnym, poprawiając rekordy Australii i Oceanii oraz igrzysk (23,78 s). Złoto wywalczyła także na 50 m stylem motylkowym (25,59 s). Na dystansie 100 m stylem dowolnym była druga z czasem 52,69 s.

## Życie prywatne
Urodziła się w Malawi, ale w 2001 roku przeprowadziła się do Australii. Jej młodsza siostra Bronte również jest pływaczką, mistrzynią olimpijską i mistrzynią świata.
W listopadzie 2018 roku poinformowała, że zdiagnozowano u niej czerniaka w I stadium.

## Rekordy świata
| Konkurencja                                  | Basen      | Rezultat | Data                 | Miejsce        | Status                            |
| -------------------------------------------- | ---------- | -------- | -------------------- | -------------- | --------------------------------- |
| 100 m stylem dowolnym                        | 50-metrowy | 52,06    | 2 lipca 2016         | Brisbane       | do 23 lipca 2017 Sarah Sjöström   |
| 100 m stylem dowolnym                        | 25-metrowy | 50,91    | 28 listopada 2015    | Sydney         | do 3 sierpnia 2017 Sarah Sjöström |
| 100 m stylem dowolnym                        | 25-metrowy | 50,25    | 26 października 2017 | Adelaide       | aktualny                          |
| 4 × 100 m stylem dowolnym                    | 50-metrowy | 3:30,65  | 6 sierpnia 2016      | Rio de Janeiro | do 5 kwietnia 2018                |
| 4 × 100 m stylem dowolnym                    | 50-metrowy | 3:30,05  | 5 kwietnia 2018      | Gold Coast     | do 25 lipca 2021                  |
| 4 × 100 m stylem dowolnym                    | 50-metrowy | 3:29,69  | 25 lipca 2021        | Tokio          | aktualny                          |
| 4 × 50 m stylem dowolnym (sztafeta mieszana) | 25-metrowy | 1:31,13  | 10 listopada 2013    | Tokio          | do 10 listopada 2013              |
| 4 × 50 m stylem dowolnym (sztafeta mieszana) | 25-metrowy | 1:29,61  | 10 listopada 2013    | Tokio          | do 14 grudnia 2013 · Rosja        |

## Rekordy życiowe
| Basen 50 m             | Basen 50 m | Basen 50 m       | Basen 50 m |
| Konkurencja            | Czas       | Data             | Miejsce    |
| ---------------------- | ---------- | ---------------- | ---------- |
| 50 m stylem dowolnym   | 23,78      | 7 kwietnia 2018  | Gold Coast |
| 100 m stylem dowolnym  | 52,03      | 10 sierpnia 2018 | Tokio      |
| 50 m stylem motylkowym | 25,47      | 1 marca 2018     | Gold Coast |

| Basen 25 m             | Basen 25 m | Basen 25 m           | Basen 25 m |
| Konkurencja            | Czas       | Data                 | Miejsce    |
| ---------------------- | ---------- | -------------------- | ---------- |
| 50 m stylem dowolnym   | 23,19      | 27 października 2017 | Adelaide   |
| 100 m stylem dowolnym  | 50,25      | 26 października 2017 | Adelaide   |
| 50 m stylem motylkowym | 25,29      | 19 listopada 2017    | Singapur   |